# Palestinisme
Le palestinisme, terme issu de l'anglais palestinianism, désigne, spécifiquement à l'époque contemporaine (deuxième moitié du XXe siècle et premier quart du XXIe siècle), indifféremment le soutien aux Palestiniens ou au nationalisme palestinien. L'expression a d'abord été utilisée au XXe siècle par Edward Saïd, un intellectuel arabe chrétien originaire de Palestine mandataire ayant hérité la citoyenneté américaine de son père, pour décrire un courant théologique opposé au sionisme chrétien et remettant en cause la légitimité de l'État d'Israël.
Au début du XXIe siècle, le palestinisme est devenu principalement une idéologie opposée au sionisme historique et incompatible avec ce dernier : il s'agit donc essentiellement d'une forme d'antisionisme.

## Histoire du palestinisme

Carte des territoires sous administration britannique de 1923 à 1948 : Palestine mandataire à l'ouest et émirat de Transjordanie à l'est.

Durant le mandat britannique sur la Palestine, le terme de palestinisme (en anglais palestinianism) est utilisé de manière évasive, soit pour décrire l'intégration des Juifs de l'alya sioniste au sein des Juifs de Palestine,, soit comme une alternative au non-sionisme,[page à préciser].
Le mot reçoit son sens moderne au début des années 1970 sous les plumes de l'universitaire arabe anglophone Edward Saïd dans son ouvrage « A Palestinian voice »  et du politologue et journaliste Alfred Sherman, alors correspondant londonien du journal Haaretz, lequel se déclare surpris que l'aspiration des Arabes se reconnaissant comme « palestiniens » à un État indépendant recueille un large soutien en Occident. Selon la plupart des observateurs de l'époque, l'identité nationale palestinienne ne commence à émerger qu'à la fin des années 1960,,. Pour Sherman cette idée apparaît après la désillusion suscitée par  la guerre des Six Jours : les Arabes « palestiniens » de Jordanie et d'Égypte comprennent alors que pour parvenir à leurs fins ils ne pourront compter que sur eux-mêmes et non sur le reste du monde arabe. Certains historiens retrouvent cependant les traces d'une identité nationale palestinienne chez les Arabes de la région, dès le début du XXe siècle en Palestine mandataire, puis après la fondation d'Israël, dans la période comprise entre 1948 et 1967,.
Toujours selon Sherman, le malaise des Juifs israéliens face au nationalisme palestinien, s'explique par le fait que l'aspiration des Palestiniens à un état (soit « le palestinisme » de l'époque) est exactement ce que les Juifs recherchent avec le sionisme. Contester les Palestiniens sur ce terrain signifierait que les Israéliens se retrouveraient à devoir remettre en question un droit qu'ils ont eux-mêmes revendiqué et donc à remettre implicitement en question la légitimité de l'État d'Israël lui-même.
En 1973, l'historien américain John B. Wolf fait un constat similaire à celui de Sherman, selon lequel la guerre de 1967 aurait obligé les Palestiniens à reconnaître leur isolement par rapport à leurs alliés. Leur « palestinisme » avait ainsi développé deux objectifs : se réintégrer dans la terre qu'ils avaient perdue, et s'efforcer de changer une politique qui avait exclu et « nié leur présence », refusant aux Palestiniens le droit de décider de leur propre avenir,.

### Le palestinisme d'Edward Saïd

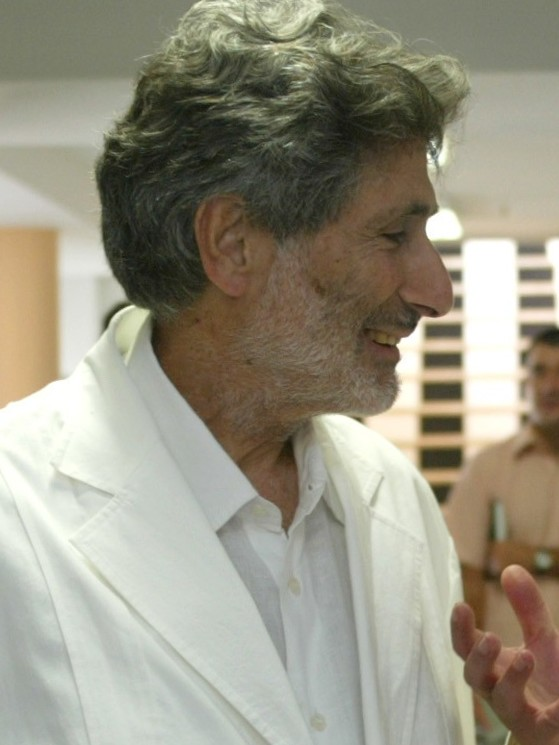
Edward Saïd en 2002.

Le terme de palestinisme gagne en visibilité dans les années 1980, lorsque Saïd le reprend dans L'Orientalisme (Orientalism), un ouvrage analysant les préjugés dans les représentations étrangères du monde arabe. Pour Saïd, Israël et ses partisans tenteraient de refuser aux Palestiniens la « permission de raconter » les torts qu'ils ont subi après la création de l'État d'Israël et de reconnaître leur « histoire longue et fragmentée de dépossession, de guerre, d'exil et de nettoyage ethnique ». Said définit le palestinisme comme « un mouvement politique construit à partir d'une réaffirmation de l'histoire multiraciale et multireligieuse de la Palestine ». Selon Adam Shatz, rédacteur américain de la London Review of Books, Said cherche à élaborer un « contre-mythe » à celui qui sous-tend le sionisme, un contrepoint écrit au « sombre fatalisme historique et à la peur exclusive de l'autre » caractéristiques du récit sioniste. Said ajoute que le « palestinisme » fait référence à une sorte de récit dissident ouvert témoignant des contradictions de l'exil et de l'occupation militaire, un récit non doctrinal, non obsédé par l'ontologie raciale, comme prémisse à la création d'un avenir commun sur le même sol pour les Arabes se reconnaissant comme « Palestiniens » et les Juifs.
Selon Ilan Pappé, écrivant en 2010, le palestinisme de Saïd était un compromis entre un appel étriqué à des pulsions nationalistes et les valeurs universelles auxquelles il souscrivait, par lequel il entendait dépasser à la fois le sionisme et les tyrannies arabes par l'application de trois principes : reconnaissance, responsabilité et acceptation. Plus précisément (1) reconnaissance par la communauté internationale de la Nakba, plus importante à ses yeux que la création d'un état palestinien (2) responsabilité d'Israël dans le nettoyage ethnique, comme prélude à un futur retour des réfugiés en vertu des principes universels  et (3) acceptation de la réalité historique de la souffrance des Juifs, condition préalable à une intégration des Israéliens dans le monde arabe plus vaste au sein duquel leur État a été fondé.
En 2004, s'appuyant sur les recherches de Rashid Khalidi sur la presse en langue arabe avant la Première Guerre mondiale, Haim Gerber, un professeur d'histoire islamique à l'université hébraïque de Jérusalem montre qu'un sentiment national palestinien, qu'il nomme « palestinisme », est attesté avant la vague d'émigration sioniste sous le mandat britannique.
Deux ans plus tard, Jason Franks utilise le palestinisme pour désigner l'ensemble des valeurs, croyances, traditions et de l'histoire qui sous-tendent la nation palestinienne. Dans son analyse, il s'oppose diamétralement au sionisme, et tous deux étaient des codes idéologiques jumeaux en compétition dans le conflit israélo-palestinien, tous deux expliquant les éléments terroristes, nationalistes et religieux alimentant le conflit. Les racines du palestinisme se trouvent, selon lui, dans la révolte des Jeunes Turcs de 1908, qui fut cruciale pour l'émergence d'un sentiment nationaliste palestinien à cette époque, car la révolution en Turquie libéra la presse de la censure ottomane et permit l'émergence d'affirmations locales d'une identité distincte. Elle se développe par la suite « non seulement (comme) une réaction contre le sionisme et l'impérialisme britannique, mais aussi contre le monde arabe dans son ensemble. ».
Dans sa monographie de 2016 sur l'histoire du cinéma palestinien, Chrisoula Lionis remet en question le caractère récent de la théorie de l'identité palestinienne. Retraçant le développement de la conscience nationale, elle détecte une transition via trois épisodes fondamentaux de la « palestinité », suscitée à la fois par la déclaration Balfour de 1917 et la Nakba de 1948, qui ont cristallisé cette conscience nationale de la Palestine, au « palestinisme » proprement dit, qu'elle considère comme le résultat de la bataille de Karameh en 1968.

### Le palestinisme vu comme menace pour la civilisation occidentale
En 2005, soit un an après l'article de Gerber et dans le contexte de la seconde intifada, Bat Ye'or, dans son livre Eurabia: The Euro-Arab (Eurabie : les euroarabes), décrié par certains comme complotiste, consacre au terme de palestinisme un chapitre entier intitulé :  « Palestinisme : le nouveau culte eurabien » (Palestinianism: The New Eurabian Cult). Elle y affirme que le palestinisme, qualifié de « palestinolâtrie », est à la fois un nouveau véhicule de l'antisémitisme européen traditionnel et « un retour du nazisme euro-arabe des années 1930-1940 ». Selon elle, il est né avec les travaux de l'évêque et théologien anglican Kenneth Cragg  et du prêtre anglican palestinien Naim Ateek, directeur du Sabeel Ecumenical Liberation Theology Center basé à Jérusalem . Bien qu'aucun de ces deux auteurs n'ait jamais utilisé ce terme à l'époque Bat Ye'or l'utilise pour caractériser ce qu'elle considérait comme des tentatives ecclésiastiques de jouer sur les consciences européennes en décrivant les souffrances palestiniennes sous l'occupation israélienne . , L'impact de ce « palestinisme » peut être discerné, ajoute-t-elle, dans les positions des principaux hommes politiques en Europe, allant de Jacques Chirac, Javier Solana, Romano Prodi à Dominique de Villepin et Mary Robinson, qui en sont venus à considérer le problème palestinien comme une question centrale pour la paix mondiale. Pour elle, les évocations chrétiennes du sort des Palestiniens trahissaient une tradition sous-jacente de diabolisation chrétienne des Juifs,  et avaient pris le statut d'un « culte eurabien moderne ».  Plus précisément, en termes théologiques, elle interprétait ce « palestinisme chrétien » comme hérétique, car elle prétendait qu'il s'agissait d'une variété de marcionisme ,.
Le terme est ensuite repris comme description négative de la cause palestinienne par la journaliste britannique Melanie Phillips dans son livre Londonistan: How Britain Is Creating a Terror State Within, où elle affirme que l'Association musulmane de Grande-Bretagne, selon elle une branche des Frères musulmans, est devenue le « fer de lance » du « palestinisme radical » en Grande-Bretagne.
En 2007, l'idée selon laquelle les droits nationaux des Palestiniens aux dépens de ceux des Juifs constitueraient une menace pour la civilisation occidentale, et en particulier pour ses valeurs religieuses, a été défendue dans un livre par le théologien évangélique Paul Wilkinson, ministre adjoint à l'église Hazel Grove Full Gospel à Stockport, Cheshire et membre du Pre-Tribulation Rapture Research Center de Tim LaHaye. Chrétien sioniste britannique, il consacre cette année-là un chapitre de son livre For Zion's Sake à ce qu'il appelle le « palestinisme chrétien », antithèse du sionisme chrétien, . Cette thèse développée en 2017 dans le deuxième volume, intitulé Israël trahi – Volume 2 : La montée du palestinisme chrétien, de son étude sur la théologie du remplacement .
Wilkinson poursuit sa critique du palestinisme chrétien : les chrétiens doivent reconnaître que la « main souveraine » de Dieu a établi Israël en 1948. Seuls les pro-sionistes sont de vrais chrétiens, puisque le rassemblement des Juifs en Palestine est une condition préalable à la parousie, ou au retour du Christ Roi. Le soutien inconditionnel à l'État juif d'Israël repose sur une anticipation chrétienne de la fin des temps messianiques. Wilkinson affirme qu'il n'existe pas de peuple palestinien, que sa nation, sa langue, sa culture et sa religion sont des canulars perpétrés par des libéraux antichrétiens. L'idée même n'est qu'une « autre manœuvre tactique dans la guerre islamique menée contre Israël pour provoquer sa destruction ». D'autres chrétiens, en particulier les chrétiens palestiniens qui critiquent Israël, en parlant de la souffrance « perçue » des Palestiniens,  attisent la haine des Juifs en favorisant la propagande pro-palestinienne. Pour eux, les non-sionistes sont des sympathisants nazis antisémites. Le livre sera fustigé par le théologien Darren M. Slade, professeur de sciences humaines au Rocky Mountain College of Art and Design.

## Le palestinisme au début duXXIesiècle
En 2010, le journaliste israélien Moshe Dann définit le palestinisme comme une idéologie qui considère Israël comme une colonie de peuplement. Le palestinisme se fixe deux objectifs immédiats : la création d'un état palestinien dans les territoires délimités par les lignes d'armistice de 1949 et la mise en œuvre du droit au retour des réfugiés palestiniens. Mais dans un article publié dans le Jerusalem Post en 2021, Dann va plus loin en affirmant que l'objectif à plus long terme du palestinisme est l'élimination d'Israël, prévu explicitement à la fois dans la charte nationale palestinienne (annulée en 1996 après les accords d'Oslo) et dans la charte du Hamas (disposition officiellement annulée en 2017, mais toujours approuvée par le Hamas). Toujours selon Dann, cette idéologie aurait été légitimée en 1993 par la signature des accords d'Oslo et l'identité palestinienne serait une fiction conçue pour s'opposer à Israël en tant qu'État-nation du peuple juif. Israël aurait même un droit sur la Cisjordanie palestinienne parce qu'elle regorgeait de sites archéologiques juifs, sans aucune preuve d'un quelconque héritage historique palestinien, que soit en Cisjordanie ou ailleurs.
Selon Ben Cohen, journaliste au Tower Magazine et ancien conseiller de l Israël Project, le palestinisme est l'idéologie fondamentale qui sous-tend le nouvel antisémitisme, un mouvement qui prend l'apparence d'un mouvement social qui, regroupant des néofascistes, des libéraux, des extrémistes de gauche et des islamistes, s'oppose avec militantisme à l'ère de l'autonomisation juive après 1945.

En 2018, un blogueur anglais pro-sioniste, David Collier, dont la mission est  de « montrer à tout le monde à quel point nos ennemis sont toxiques », affirme que le palestinisme est une menace pour la liberté d'expression et les Droits de l'homme, un agent infectieux de l'antisémitisme :
Le « palestinisme » est une maladie qui est un anathème pour la liberté, le débat, l'ouverture et les droits de l'homme. ... Il infectera ceux qui attrapent la maladie avec de l'antisémitisme, tout en leur fournissant un mécanisme de déni pour protester de leur innocence
En 2024, la députée du Parti indépendance Einat Wilf definit le palestinisme comme « l'aspiration complète à la non-existence d'un État juif » (« the complete devotion to the non-existence of a Jewish state »), sur laquelle se fonde l'identité palestinienne.

## Hostilité au palestinisme
Les positions hostiles au palestinisme en tant qu'idéologie antisioniste ne doivent pas être confondues avec l'anti-palestinisme, qui est une hostilité aux Palestiniens en tant que groupe ethnique, soit une forme de racisme[réf. souhaitée].

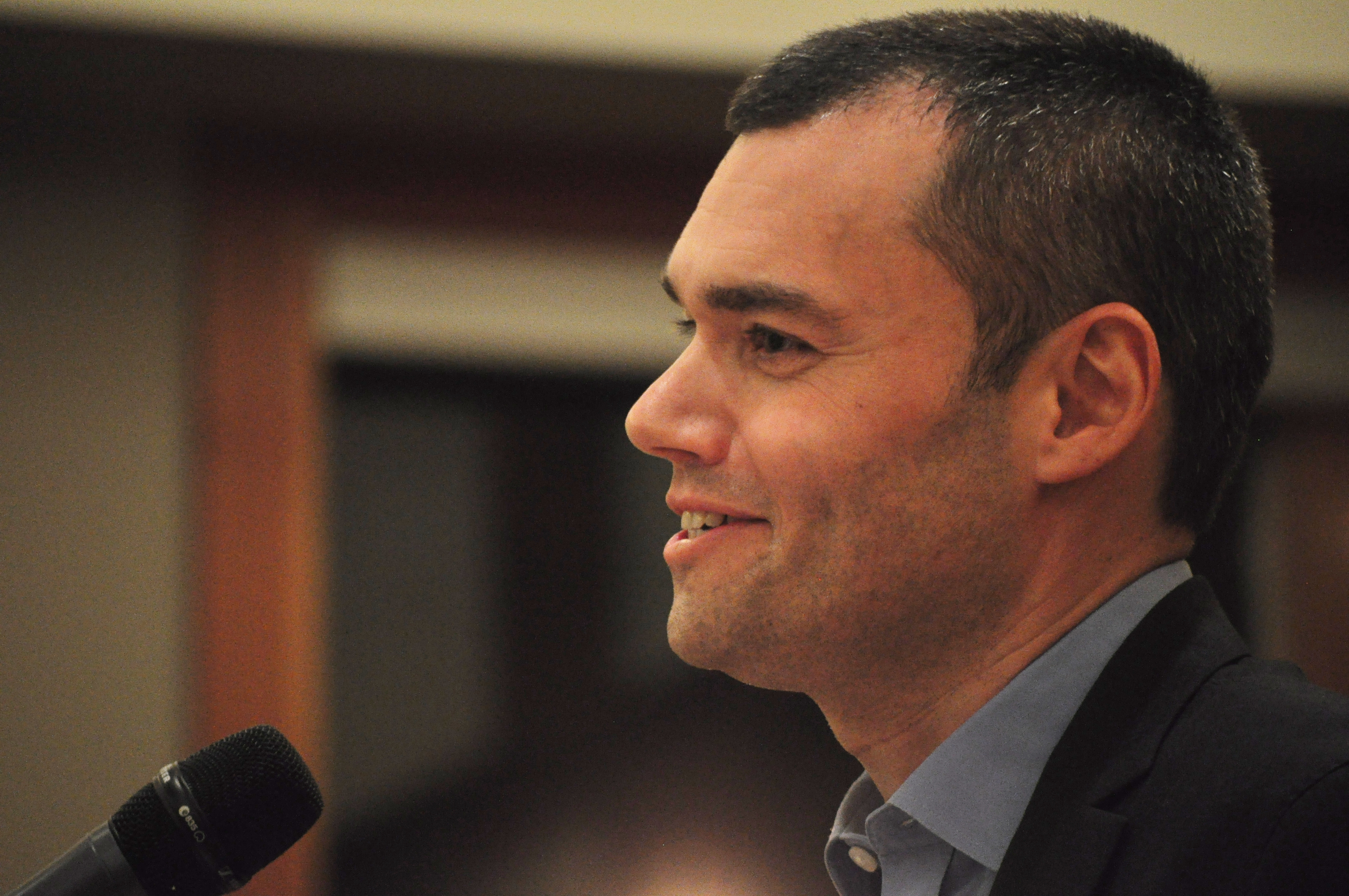
Peter Beinart en 2014, soit deux ans après la sortie de son 3ème livre, La Crise du sionisme, dénonce dans ses écrits l'anti-palestinisme véhiculé selon lui par l'hostilité à l'idéologie palestiniste.

En 2021, dans la revue engagée à gauche Jewish Currents (en), le journaliste Peter Beinart, connu pour ses analyses des dérives du sionisme, prend la défense de quatre représentantes démocrates au Congrès américain (« the Squad »),  Rashida Tlaib, Ilhan Omar, Ayanna Pressley et Alexandria Ocasio-Cortez attaquées par certains de leur collègues pour avoir émis des critiques du bilan d'Israël en matière de droits de l'homme. Qualifier de telles déclarations d'antisémites, serait en soi, affirme Beinart, une preuve de « fanatisme » consistant à « traiter les gens comme inférieurs en raison de leur identité de groupe » ; cet anti-palestinisme serait, selon lui, majoritaire dans la société américaine. Le « fanatisme anti-palestinien », écrit-il alors, est « omniprésent », même si, contrairement à « anti-israélien » ou « anti-juif », le mot « anti-palestinien » n'existe pratiquement pas. Il poursuit en signalant que toute recherche sur Google révélerait un nombre infini de liens associant ces politiciens à l'antisémitisme, alors que Google ne fournit aucune preuve que les membres du Congrès qu'il cite – Michael Waltz, Jim Banks, Claudia Tenney, Ted Deutch, Josh Gottheimer, Kathy Manning, Elaine Luria et Dean Phillips – qui répètent ces accusations à la Chambre des représentants, soient hostiles aux Palestiniens, malgré son affirmation selon laquelle il existe de solides preuves de leur partialité à cet égard. . Beinart considère que le groupe de démocrates accusant Israël de pratiques d'apartheid ou ambitions territoriales suprémacistes juives (B'Tselem) reflète simplement une opposition aux violations du droit international : un point de vue partagé par des ONG comme Human Rights Watch.
Beinart opère une analogie historique entre les deux formes de racisme que sont l'antisémitisme et l'anti-palestinisme. Il n'existait, dit-il, aucun terme pour désigner le fait de traiter les Juifs comme inférieurs jusqu'à ce que la pression en faveur d'un traitement égal des Juifs ne gagne une certaine ampleur politique au XIXe siècle. Ce n'est qu'une fois la reconnaissance légale obtenue que le terme d'antisémitisme s'est imposé pour désigner ceux qui étaient hostiles à l'égalité des droits pour les citoyens juifs. Une logique similaire, poursuit-il, s'applique au terme anti-palestinisme. Tout au long du XXe siècle, les discours américains et israéliens ont à peine toléré le simple mot « palestinien » . Il est toujours indéniable que les Palestiniens méritent également l'égalité, et les allégations incessantes selon lesquelles ceux qui prônent l'égalité des Palestiniens sont ipso facto antisémites constituent, pour Beinart, une forme de sectarisme. L'efficacité de la définition de l'antisémitisme de l'IHRA illustre de manière frappante la manière dont, ainsi interprétées, les pratiques oppressives anti-palestiniennes sont réduites au silence.